# Брет Купер
Брет Купер (енгл. Brett Cooper; Белингам, 12. октобар 2001) америчка је конзервативна политичка коментаторка, медијска личност и глумица. Води јутјуб канал The Comments Section with Brett Cooper при чему јој помаже The Daily Wire.

## Биографија
Рођена је у Белингаму, а одрасла у Чатануги, док се с 10 година преселила у Лос Анђелес како би наставила глумачку каријеру. Више од десет година глумила је у позоришту, телевизији и филму. Дипломирала је на Универзитету Калифорније у Лос Анђелесу, смер енглеска књижевност и мањи бизнис на Универзитету Калифорније у Берклију.